# 鮎川真理
鮎川 真理（あゆかわ まり、1968年12月2日 - ）は、日本の元AV女優。
愛媛県宇和島市出身。なお、生年月日が異なるプロフィールがいくつかある。

## 略歴
看護婦時代にスカウトされAV女優に転身。野性的な顔立ちでハードな看護婦ものの作品で人気を得る。（「リメークロマンシリーズ 鮎川真理コレクション」のパッケージ裏面コピーより）
1988年にデビューした1980年代後半を代表するAV女優の1人である。
1990年に引退。引退時には、3メーカーから同時に引退作が発売された。

## 人物
異なるプロフィールがいくつかある。
- XCITYプロフィールでは、生年月日:1969年12月2日、血液型:B型、出身地:大阪府、B:83・W:57・H:86としている[4]。
- FANZAプロフィールでは、生年月日:1969年12月24日、血液型:O型、出身地:東京都、B:83・W:57・H:86としている[5]。
- 「女色」のケース裏面のプロフィールでは、生年月日:1968年12月24日、血液型:O型、B:80・W:58・H:84としている[6]。
- 「出血大制服」のケース裏面のプロフィールでは、生年月日:1968年12月24日、血液型:O型、出身地:大阪府、B:85・W:59・H:86としている[7]。
- 「AVトップギャルズ」のケース裏面のプロフィールでは、生年月日:1968年12月24日、血液型:O型、出身地:東京都、B:80・W:59・H:84としている[8]。
- 「阿修羅 2」のケース裏面のプロフィールでは、生年月日:1968年12月24日、血液型:O型、B:85(65-C)・W:59・H:86としている[2]。
- 「鮎川真理 HISTORY」のケース裏面のプロフィールでは、生年月日:1969年12月2日、血液型:O型、出身地:大阪府、B:83・W:57・H:86としている[9]。
- 「鮎川真理写真集 STREAM」のプロフィールでは、生年月日:1968年12月2日、血液型:O型、B:83・W:57・H:86としている[10]。
- 「マドンナメイト写真集 鮎川真理」のプロフィールでは、生年月日:1969年12月2日、血液型:O型、B:83・W:57・H:86としている[11]。

趣味:料理。ドライブ。ショッピング。ディスコ。
自分の体で好きなところ:青く澄んでる瞳。
駄菓子が好物。
好きなタイプの男性:頭の回転が速い人。
嫌いなタイプの男性:頭の回転のニブい人。
嫌いなタイプの男性:頭の回転のニブい人。
元看護婦、白衣の天使だった。

## 出演作品

### アダルトビデオ（撮りおろし作品）
1988年
- ナニを写せ! （7月、アリーナ CS-31） ※デビュー作
- 淫熟 （アリーナ CS-40）
- 内濡拡大 （10月10日、ロイヤル・アート）
- 非常事態 （10月21日、SAMM）
- 鮎川真理 2 (URBAN KIDビデオ)  （11月1日、笠倉出版社）
- 女色 （11月23日、笠倉出版社）
- あなたとしたい 白衣の鮎川真理 （12月15日、アテナ映像）
- 性鬼夜行 （12月18日、ロコ）
- 季実子 （シャリオ CK-1059）
- ザ・ナース物語 （ファイブスター）
- スクランブル 鮎川真理・白木麻弥 （コロナ社 CS-2220）

1989年
- 異常性欲'89 鮎川真理・加納妖子 （1月9日、ミス・クリスティーヌ）
- 桃色白書 （2月10日、現代映像企画）
- 牝の匂い （2月10日、フェニックスビデオ）
- 牝猫 鮎川真理・エルザ （3月4日、KUKI）
- 爆裂 （3月15日、フリービジョン/キャンディー）
- 出血大制服 （3月17日、VIP 6D-013）
- 鮎川真理のボディブロー （3月21日、ミンク）
- 女教師 悪夢の罠 鮎川真理・倉持佳奈 （4月10日、HRC）
- バナナなま （4月13日、コンフィデンス）
- アダルト王 （4月28日、EVE（新東宝））
- 欲しがりや （5月11日、グラフィティジャパン/フェニックス）
- 蜃気楼 亀裂の体温 （5月15日、ロイヤル・アート）
- ピンクセックスドリーム （5月31日、シャリオ）
- フラッシュバック 14 （6月21日、アリスJAPAN）
- ピーチ胸 （6月21日、コンフィデンシャル）
- 口全ワイセツ 6 （6月29日、芳友舎/SAMM）
- ナイスアップ （7月21日、ビジュアルジャパン）
- 女教師スペシャル 2 あぶない放課後 （7月7日、V&Rプランニング）
- TWO マッチ LOVE 鮎川真理・美穂由紀 （8月10日、ミンク）
- いんぐりまんぐり ラストFUCKは私と （8月25日、ロイヤルアート）
- 奥サマ中毒 （11月10日、ジェイ・ブイ・ディー）
- 生理期間 （11月21日、フェニックス）
- 阿修羅 2 局の章 （12月15日、VIP）
- 本気宣言 （リバティー・プランニング LB-011）
- 亜熱帯ドール （ホップビデオ CX-32）
- 挿入志願・微妙な感じ 鮎川真理・藤沙月 （ナイスワン BB-011）
- 電光ボディ （ニューソフトサービス SR-6037）
- 100% （ニューソフトサービス MA-6804）
- ナースメモリー 淫乱 （せいふく舎 SE-39）
- 漁色肉林 （A.V wild XE-08）
- 犯された領域 （ナイスワンビデオ NS-008）
- ムーンライトバニー 2 （せいふく舎 SE-52）

1990年
- ラ・ヴァルス （1月31日、KUKI）
- アクションタッチ スペシャリー （2月15日、東京音光）
- 異常性欲'90 鮎川真理・早見瞳 （2月18日、ミス・クリスティーヌ）
- 看護婦物語 ぬれた白衣 鮎川真理・浅田純子 （3月20日、笠倉出版社）
- 抱かれ上手な5人組 エッチだよ！AVギャル全員集合 （4月10日、コスミックインターナショナル）全5名 ＊イメージビデオ
- あぶないマドンナ看護婦日記 鮎川真理・望月未来・斉藤ちあき （6月1日、コスミック出版）全3名
- TWO マッチ LOVE 90's 性器末決戦!  鮎川真里・憂花かすみ （6月21日、ミンク）
- 手が抜けない （7月25日、ロイヤルアート）※「鮎川真里ファイナル」との表記有り[12]
- あぶないマドンナ 3 真夜中のセクシー・バニー 鮎川真理・美穂由紀 （8月8日、KKコスミック CV-1025）
- THE BLACK FUCK （8月、ステラ STV-1016）※「最後のビデオ作品」との表記有り[13]
- 第2次エロゲバ ラスト・クライマックス 鮎川真理・朝比奈樹里 （ミス・クリスティーヌ PMC-011）※「引退記念」との表記有り[14]
- 胸騒ぎのおくりもの （レッツ VV-09）
- あッソコは駄目 （ルナ・エンタープライズ LUV-003）
- ロンゲスト ラスト ナイト （VIDEO COLLECTION ES-010）
- 媚獣 （アールエーシー XX-010）
- 寝てみたい女 （東京音光 LV-01）

### アダルトビデオ（編集もの、ほか）
1988年
- 姫子 5 葉山みどり・鮎川真理 他（6月13日、宇宙企画）全3名
- スペルママドンナ 7 （12月15日、ファイブスター FV-8701）全7名
- ザ・ベスト・オブ発射スペシャル 3 前原祐子・御藤静・豊丸・鮎川真理 他（シネマサプライ/アリーナ CS-44）全10名

1989年
- ZURINETA （1月21日、EVE（新東宝））全5名
- 体操着の匂い 青木ゆかり・伊藤さやか・鮎川真理 （3月25日、二見書房）全3名 ＊イメージビデオ
- 1000%エクスタシー 6 （4月6日、コロナ社）全5名
- ボッキー 23 おくちでムグして （4月11日、アリスJAPAN）全4名
- 宇宙企画のスーパー・ランジェリー 1 藤森真奈・直木亜弓・鮎川真理 ほか （5月10日、英知出版）全6名 ＊イメージビデオ
- ボッキー 25 おくちでヌピヌパッ （6月11日、アリスJAPAN）全4名
- スペルマドリンク10 PART2 鮎川真理・斉藤ちあき・結城つかさ （7月7日、現代映像企画）全10名
- ビデオ ドリンク How to SEX 藤沙月・鮎川真理・松本まりな ほか （7月30日、サクセス・ビデオ・コミュニティー）全5名
- ド・玩具スペシャル 望月未来・鮎川真理・冴島奈緒 ほか （8月5日、フリービジョン）全7名
- ベスト・ヒット・フェニックス 5 （8月10日、フェニックスビデオ）全5名
- アダルトスターどっきり（秘）報告 暗闇でオマタリアン （8月11日、VIP）全7名
- のりすぎ自慢の淑女たち　平成マン開スペシャル 鮎川真理・柏木よしみ・村上麗奈 ほか （9月21日、ジェイ・ブイ・ディー/ミンク）全6名
- ザ・ナースメモリー 美穂由紀・鮎川真理・舞坂ゆい （11月5日、笠倉出版社）全3名
- 爆裂10 興奮120％ （11月20日、ロイヤルアート P-81）全10名
- Dカップ COLLECTION 6 鮎川真理・東清美・御藤静 （12月20日、笠倉出版社）全3名
- 危険な香りの女たち 8  （ホップビデオ HS-09）全5名
- エロトニウム'89 超ド級のエロチック爆弾 鮎川真理・後藤えり子・広瀬未希 （ナイスワンビデオ N5-002）全3名
- エクスタシー5 パート7 （せいふく舎 SE-51）全5名
- エクスタシー5 パート9 （せいふく舎 SE-65）全5名
- 濃縮ビデオFLESH倶楽部 2 鮎川真理・本田静香・香坂由加里 （ジェロニモ SEA-2008）全3名
- AVトップギャルズ （ファイブスター FV-8759）全5名
- 勝手にしやがれ 3 本番女優の素顔レポート （KUKI QX83）全6名
- ONANIEショウ 2 鮎川真理・白浜なぎさ・青木ゆかり ほか （シャリオ CK-1084）全5名

1990年
- SEXスペシャル ～Sexual Ecstasy X スペシャル～ 鮎川真理・庄司みゆき・清姫舞（1月27日、VIP 7D-005）全3名
- ミス・シャブラチロワ （2月10日、V&Rプランニング）全7名
- Bullicco 宮沢麻衣子・いとうしいな・鮎川真理 ほか （4月1日、サクセス・ビデオ・コミュニティー）
- 宇宙企画のスーパー・ランジェリー 7 鮎川真理・五島めぐ・小暮千絵・木田彩水 ほか （5月10日、英知出版）全6名 ＊イメージビデオ
- 濃縮10連発 4 （5月26日、VIP）全10名
- 教えてあげるスカートの中 鮎川真理・香坂まい・憂花かすみ （7月20日、笠倉出版社）全3名
- ベスト・ヒット・フェニックス 8 （7月30日、フェニックスビデオ）全5名
- 口全ワイセツ スペシャル （8月24日、h.m.p/SAMM）全5名
- 絶頂の秘密 美穂由紀・鮎川真理・中原絵美（8月、VIP）全3名
- ランジェリー・コレクション 鮎川真理・樹まり子・木田彩水 ほか （10月20日、宇宙企画）＊イメージビデオ
- AV丼 使用前使用後 鮎川真理 （11月5日、ファイブスター）
- ハードコアスペシャルトップ10 VOL.1 （クリスタル映像 DC-01）全10名
- 12人の本番中毒 8 鮎川真理・中原絵美・結城ゆかり・秋山まり子・望月未来・木田彩水 ほか （KUKI QX110）全12名
- ナースメモリースペシャル 鮎川真理・前原祐子・御藤静 ほか （せいふく舎 SE-95）全6名
- トロの舌ざわり 特上ネタでとろけそう! 鮎川真理・望月未来・広瀬未希 （タイム・アロー SS-001）全3名
- 田村ガンの暴露ビデオ ばっくれ! 鮎川真理・広田まみ・番匠愛 （ロイヤルアート DP-017）全3名
- 淫獣王国・マンドールVol.1 樹まり子・鮎川真理・望月未来 （サーチ Y-050）全3名
- ムーンライトバニー スペシャル 樹まり子・鮎川真理・美穂由紀 ほか （せいふく舎 SE-115）全5名
- 絶頂オナニー （シャリオ CK-1145）全5名

1991年
- 悦楽快感 （3月1日、トップハット）
- 性欲猛者 （五番館 GY-03）
- ザ・ナース物語　[巨乳挑発] （VISUAL ONE）
- 真理と妖子のお尻からちょうだい 鮎川真理・加納妖子 （ルナ・エンタープライズ　MCV-009）
- 一気絶頂肉林 パラダイス・クイーン 村上麗奈・鮎川真理（イメージ・ボックス CA-10）

1992年
- 乳房時代 25 藤本聖名子・葉山レイコ・河合美果 他（1月15日、笠倉出版社 CAV32-88）全25名
- 100人のマドンナ 4 （3月15日、笠倉出版社）全25名
- ベスト5コレクション  松本まりな・桜樹ルイ・鮎川真理・あいだもも・藤木流花 （3月末日、VIP）全5名
- オナドルコレクトベスト20 2 （12月10日、フェニックスビデオ）全20名
- スペルマエンジェル 4 Part.1 樹まり子・鮎川真理・松本まりな・美穂由紀 （イメージボックスr AP-16）全4名

1993年
- AVギャル烈伝 1（4月1日、笠倉出版社）全25名
- スキャンダラスな女優たち （12月10日、VIP）全13名
- 真夜中のリバーサイド （アドベンチャー AV-001）
- 濡れまくる女達 4 （イメージ・ボックス WT-04）全4名
- 天使の性白書 （ガーリック GL-06）

1994年
- AV10年史 2 あなたが選んだベスト女優 （4月29日、VIP）全13名
- 電光エクスタシー （8月10日、コスミックインターナショナル）
- AV巨乳年鑑 2 （11月7日、笠倉出版社）全33名
- ときめきタイム （ダイヤビデオ）

1995年
- コレクター北条満編集 7 オナニー狂い 麻宮千聖、庄司みゆき、東清美、鮎川真理 他 （11月25日、イメージボックス MD-23）全20名

1996年
- 伝説 裸天使アイドル15年史 「ムッチリ編」 （7月23日、h.m.p/Tiffany）全16名
- 極上べろべろ娘たち 2 （11月27日、h.m.p/SAMM）全21名

1998年
- 口全ワイセツ スペシャル 怒涛のおしゃぶり列伝 （3月24日、h.m.p/SAMM）全8名
- お宝AVコレクション 村上麗奈・鮎川真理 （9月5日、アトラス21）＊鮎川真理-「出血大制服 2」、村上麗奈-「彩られた肉肌」を収録
- SEX＆禅／中国絶倫珍珍秘伝 （1998年9月25日、ポニーキャニオン）＊映画「SEX＆禅／中国絶倫珍珍秘伝」のビデオ版
- 口唇伝説 （メディアバンク MBV-005）全16名

2000年
- 極 口全ワイセツ カウントダウンスペシャル 樹まり子・小室友里・小沢まどか ほか（7月21日、h.m.p）多数出演
- スコラビデオマガジン ビバ!スイートエンジェルス（8月20日、スコラ）全4名 ※イメージビデオ
- アトラス MEGA MIX 3 昇天する女神たち （12月13日、アトラス21 A00-121）全18名

発売日不明
- 咥え込んだらイクイケ （マリリン MV-10）VHS
- 元祖ちちまる子祭り （イエロー・ストーン YS-01）VHS
- 叫ぶ夜 （ビッグチャンス BC-02）VHS
- 私を何度も汚して （ピクニック PN-02）VHS
- 獣欲志願 あやつり肉人形 （ビデオプラザ SG-002）VHS
- 凶暴性器管 （ボディー・トークオフィス BT-01）VHS
- 過激宣言 （アバン・ロブ企画 AL-11）VHS
- アイドル専科 （チェリーボンボン BB-001）VHS
- 真理ちゃんのアソコ拝見 （ゼット・プランニング ZV-001）VHS
- Oh My god 真理スペシャル （オフィス・ケイ STR-002）VHS
- ジャングル・フィーバー （JX PJ-15）VHS
- 発情天使 （キャロル・クラブ CAR-005）VHS
- 新鮮な気持 （ニューヒーロー NH-08）VHS
- 秘密の悦楽 （ピコット PC-001）VHS
- 輝きのヴィーナス （ゴールデンクラッシュ PU-002）VHS
- 絶頂バイブル 12 （アンロワイヤル UV-12）VHS
- セックスカレンダー 鮎川真理・藤沙月 （ギャルリ・ノア）VHS
- 真理先生はフトグロがお好き （ブリック BK-001）VHS
- 灼熱 （ギャルリ・ノア NOA-060）VHS
- 真理の遊戯教育 （ウィズ HK-101）VHS
- 本気宣誓 （リバティープロダクション LP-07）VHS
- エンドレスナイト （ポールポジション PP-04）VHS
- 24時間発情 （マジック JKR-001）VHS
- コレクター北条満編集 1 騎乗位狂い淫乱30人 （コレクターズ・システム販売 HJM-01）VHS 全30名
- コレクター北条満編集 26 制服を姦る・淫乱バニーガールコレクション 美穂由紀・鮎川真理・松本まりな・樹まり子 ほか（ コレクターズ・システム販売 HJM-26）VHS
- コレクター北条満編集 29 制服を姦る!!淫乱看護婦コレクション 2 （コレクターズ・システム販売 HJM-29）VHS
- エクスタシー 5 妖艶の館 鮎川真理・樹ますみ・冴島奈緒・葉山みどり ほか（新映和プロモーション）VHS 全5名
- ザ・ファック裏決定版！！　ing　VOL.4 	白石ひとみ・北原ななせ・クミコグレース・鮎川真理 ほか （マジソン IN-04）VHS
- 超絶頂伝説 2 過激レイプ編（まんかい30 MKS-002）VHS 全30名

### アダルトDVD
1999年
- AVスーパーアイドルコンプリートコレクション 2 （6月18日、TMA）多数出演

2000年
- 口唇伝説 （2月25日、メディアバンク ARD-009）全25名
- Allure 2000 vol.6 （5月26日、メディアバンク）全8名
- 20世紀FUCK Vol.2 イヴ、木田彩水・憂花かすみ・五島めぐ ほか（5月26日、メディアバンク）全20名
- 爆烈 100＋1 （8月25日、ロイヤルアート）全101名
- 8時間耐久AV （9月29日、ロイヤルアート）全60名
- ルネッサンス 2 甦る口全ワイセツ 樹まり子・村上麗奈・鮎川真理・小沢奈美 ほか （11月10日、h.m.p）全32名
- リメイク・ロマン・シリーズ 4 鮎川真理＆舵川まりこ （11月15日、フェアエスト）
- リメークロマンシリーズ 鮎川真理コレクション （フェアエスト RR-20）

2001年
- MEGA-MIX 3 （1月24日、アトラス21 AVD-47）全18名 ※DVD版
- 淫女伝説 鮎川真理＆田村香織 （1月26日、ロイヤルアート）
- AV20年史 4 （3月23日、デジタルドリームデベロップメント）全50名
- デジタルリマスタリングREMIX 黄金伝説 （8月24日、ロイヤル・アート）全14名
- お宝コレクション　後藤えり子・鮎川真理 （10月6日、デジタル・コミュニケーションズ）
- フェアエスト RemixⅢ（11月16日、グラフィティジャパン） 他出演：高樹陽子、小林ひとみ、林由美香、松本まりな 他 全17名
- アリスJAPAN 2002 （12月7日、ロイヤル・アート）全30名

2002年
- チャイニーズ・エロティック・ストーリー （1月10日、ポニーキャニオン）＊映画「チャイニーズ・エロティック・ストーリー」のDVD版
- M KING of BEST DVD Vol.2 （1月18日、ロイヤルアート）全8名
- エロスの殿堂 Vol.4 岡崎美女・鮎川真理 （4月26日、メディアバンク）
- V&R大全集 女教師20人.4時間（5月21日、V＆R PLANNING）全20名
- エピソード[1988] 伝説になった女優たち （7月10日、メディアバンク）全12名
- 口全ワイセツの逆襲 2 鮎川真理・憂木瞳 （11月21日、h.m.p）＊「口全ワイセツ6／鮎川真理」と「口全ワイセツ／憂木瞳」を収録
- AV20年史 Deluxe 2 （12月20日、FIVE STAR）全100名

2003年
- よみがえるAV黄金期の女優たち 3 （4月20日、鹿砦社）全5名
- プロジェクトXXX 美乳セレクション （6月20日、パラゴン）全10名
- 爆烈 女優(100+1)+素人(100+2)=203人も見れちゃうって本気(マジ)っすか!? （7月11日、ロイヤルアート）全203名
- 聖女伝説 2 （11月1日、ディジタルメディアネットワーク）全5名

2004年
- 口全ワイセツ BEST 2（5月21日、h.m.p）全21名
- ATLAS TWENTY ONE（8月20日、アトラス21）全60名
- Re:鮎川真理 （12月10日、ロイヤルアート）※「内濡拡大」「手が抜けない」を収録

2005年
- DECADE 鮎川真理（1月14日、ピエロ）
- 実相寺昭雄コレクション［エロス］ （2月25日、ジェネオン・ユニバーサル・エンターテイメントジャパン）監督:実相寺昭雄＊「ラ・ヴァルス」を収録[15]
- mad about you 夢と現実の狭間 朝岡実嶺・鮎川真理 （3月25日、バリーズ）

2006年
- 鮎川真理 HISTORY （6月23日、アトラス21）※「出血大制服」「阿修羅」「ザ・ブラックファック」を収録

2007年
- 鮎川真理 Memories （6月29日、ロイヤルアート）
- Legend 鮎川真理 （9月28日、エー・エス・ジェイ）※「ナースメモリー 淫乱」「ムーンライトバニー 2」「本番降伏」を収録

2009年
- DECADE GALS SPECIAL 01（3月27日、ピエロ）全10名
- 夜のAVヒットスタジオ ゴージャス300分（9月15日、群雄社 GYR-03）全10名

2010年
- DECADE EX 20 鮎川真理・あの伝説女優の秘部が新基準モザイクで甦る！ （3月26日、ピエロ）
- 復刻 フラッシュバック14 鮎川真理 （6月11日、アリスJAPAN）
- スターファイル 鮎川真理 （6月16日、STARGATE（スターゲート））

2012年
- AV女優100人 1 時代とメーカーを越えてセレクション（1月7日、オールアダルトジャパン）全100名
- Wキャストの殿堂 人気女優が奇跡の共演（5月13日、オールアダルトジャパン）多数出演

2015年
- お宝AVコレクション 村上麗奈・鮎川真理 （7月31日、群雄社）＊鮎川真理-「出血大制服 2」、村上麗奈-「彩られた肉肌」を収録 ※DVD版

### アダルトビデオ（無修正）
- サムライポルノ VOL.9 : 鮎川真理 （2007年5月15日、サムライポルノ）

### 成人映画
- 悶絶秘戯 びしょ濡れ （1989年4月1日公開、エクセスフィルム）監督:小林悟[16][17]
- 白衣の天使 むさぼる太腿 （1989年10月13日公開、エクセスフィルム）監督:小林悟[18]
- 痴漢電車 早くイッてよ! （1989年10月公開、新東宝）監督:浜野佐知[19][20]
- 中国五千年の性秘戯　SEX&禅　中国絶倫珍珍秘伝（原題：玉蒲團之偷情寶鑒、1991年製作・1996年4月6日公開、香港映画、監督:マイケル・マック）共演:村上麗奈[21]
- チャイニーズ・エロティック・ストーリー（原題：中国性戯観、1997年制作、香港映画、監督:ブライアン・チュン）主演:エイミー・イップ 共演:村上麗奈 工藤ひとみ ※日本では劇場未公開[22]

### 映画
- ラ・ヴァルス （1990年2月15日公開、KUKI/エクセスフィルム）監督:実相寺昭雄[23]
- スキンレスナイト （1991年4月6日公開、イースタッフユニオン）監督:望月六郎[24][25]

### Vシネマ・オリジナルビデオ
- ストロベリータイムス4 如月三姉妹の逆襲 （1990年12月17日、バンダイビュジュアル）監督:伊藤寿浩[26]
- クラッシュ 狙われた女たち(’90) （1991年5月21日、ポニーキャニオン）監督:平野秀昭[27]

### カセット
- マドンナメイトカセット　鮎川真理 耳からエクスタシー（1989年5月1日、二見書房）[28]

## 書籍

### 写真集
- 女色（1988年11月、笠倉出版社）
- STREAM（1988年12月25日、近代映画社） - 撮影:稲村幸夫 ISBN 9784764815513
- マドンナメイト写真集 鮎川真理（1989年7月25日、マドンナ社） - 撮影:堀善郎 ISBN 9784576890876
- 思いっきりH（1989年10月10日、リム出版） - 撮影:清水清太郎 ISBN 9784871200721
- SUPER NUDE COLLECTION IV 桜樹ルイ・木田彩水・五島めぐ・あいだもも・鮎川真理 ほか 全27名（1991年1月10日、スコラ）ISBN 9784796295093
- 文庫サイズ写真集 マドンナメイト・カタログ Part.4 樹まり子・沢木まりえ・小沢奈美・木田彩水・鮎川真理 ほか（1991年1月25日、マドンナ社）ISBN 9784576901596
- 斉木弘吉写真集 NOON＆MOON 河合美果・工藤ひとみ・高見沢杏奈・五島めぐ・鮎川真理 他 全25名（1992年10月20日、ぶんか社） - 撮影:斉木弘吉 ISBN 9784821120024
- 週刊プレイボーイ増刊 プレイボーイの本Special Weeks 石田ひかり・石田ゆり子・小松美幸・鮎川真理 他 全20名（1992年12月7日、集英社） - 撮影:中村昇

### 雑誌
- Beppin 1988年6月号（英知出版）
- 週刊現代 1988年9月10日号（講談社）
- WEEKLY プレイボーイ 1988年9月13日号、1989年1月10日号、7月11日号、8月29日号（集英社）
- VIDEO-X 1988年11月号、1989年6月号（笠倉出版社）
- ビデオ・ザ・ワールド 1988年12月号、1990年3月号、8月号（鮎川真理AV引退記念インタビュー）、1994年7月号（白夜書房）
- EIGA LAND 1988年12月号（近代映画社）
- MISS URECCO vol.2（1989年2月25日、ミリオン出版）
- オレンジ通信 1989年3月号（東京三世社）
- GORO 1989年4月号 No.9（1989年4月27日、小学館）
- アップル通信 1989年6月号（三和出版）
- GRACE 1989年6月号（若生出版）
- おとこの遊び専科 1989年7月号 付録:鮎川真理 等身大ヌードポスター（青人社）
- ACTRESS 1989年7月号（リイド社）
- スコラ 1989年8月24日号、1990年1月25日号、1992年9月10日号（スコラ）
- ベストカメラ 1989年8月号（少年画報社）
- ギャルズ通信 1989年8月号 表紙:鮎川真理、12月号（日本出版社）
- BOGEY 1989年8月号 表紙:鮎川真理（白夜書房）
- COMET SISTERS 1989年8月号（白夜書房）
- (遊)ビデオ情報 話のチャンネル1989年9月14日増刊号 鮎川真理 完全カタログ（日本文芸社）
- GIRL Friends 特別編集 Vol.4（1989年9月15日、若生出版）
- おとこの遊び専科 1989年9月号（青人社）
- ベストビデオスペシャル No.2（1989年10月15日、三和出版）
- 魅惑のランジェリー 1989年11月号 表紙:鮎川真理（光彩書房）
- さくらんぼ通信 1990年6月号 表紙:鮎川真理（大洋図書）
- ザ・ビッグMAGAZINE 1990年8月号（大洋書房）
- ランジェリー・コレクション No.10（1991年7月15日、光彩書房）
- アダルトビデオ女優30人総出演 おとこの遊び専科 1992年7月号臨時増刊（青人社）
- MEDIA JAPON 1992年8月号（コアマガジン）
- AVいだてん情報 1993年5月号（大洋図書）
- Crash 1994年8月号（白夜書房）
- 茂みの下は甘い香り 1995年（北陽出版）
- アダルトビデオ20年史 オレンジ通信 1998年12月号増刊（東京三世社）
- プラチナAVクィーンコレクション（2002年6月1日、ビデオ出版）※DVD付き
- 20世紀AV女優 お宝動画100（2010年2月1日、ミリオン出版）※DVD付き